# Guwen
Le mouvement de la prose ancienne (ou prose antique) ou guwen (chinois 古文运动, guwen yundong, EFEO kou-wen) est un mouvement littéraire né sous la dynastie Tang. Ses principaux représentants sont Han Yu (768-824) et Liu Zongyuan (773-819).
Le guwen désigne l'ensemble des auteurs qui à partir de la dynastie des Tang se réclament de la prose antique, ainsi que dans cette prose les textes pris plus particulièrement comme modèles, comme le Zuo zhuan parmi les Classiques, le Guo yu, les Mémoires historiques de Sima Qian ou les essais de Han Fei zi.
Entre les Han et les Tang, le style à la mode notamment auprès de la cour est le pianwen, style fait de phrases accouplées, au caractère souvent artificiel et recherché. Le guwen naît en opposition à ce style, en recherchant la simplicité et la clarté des œuvres antiques. Les promoteurs du guwen sont souvent des lettrés-fonctionnaires, issus du système d'examens récemment mis en place. Ils sont aussi les partisans de l'orthodoxie confucéenne, caractéristique inséparable du style en prose ancienne.
Les fondateurs du mouvement en faveur de la prose antique sont Han Yu (768-824) et Liu Zongyuan (773-819). Ils ne réussirent cependant pas à imposer ce style à leur époque, et il faut attendre sous la dynastie Song Ouyang Xiu (1007-1072), qui s'en fait le défenseur et qui est alors examinateur en chef, pour que le guwen devienne obligatoire aux examens . À la suite de Ouyang, ce sont Su Shi, Su Che, Su Xun, Wang Anshi et Zeng Gong qui s'en font les partisans. C'est alors la grande époque du style en prose antique. Sous les dynasties suivantes, les partisans du guwen font surtout œuvre d'imitation.
Sous les Ming, Han Yu, Liu Zongyuan, Ouyang Xiu, Su Shi, Su Che, Su Xun, Wang Anshi et Zeng Gong sont considérés comme les « Huit Maîtres (zh) » de la prose des Tang et des Song.
Une fois la prose à l'ancienne devenue un modèle à suivre pour les examens, à partir du xiie siècle, de nombreuses anthologies en sont publiées, surtout aux xviie et xviiie siècles. La plus connue est le Guwen guanzhi (en) (1695).